# Astatoreochromis straeleni
Astatoreochromis straeleni è una specie di Ciclidi haplochromini. È stata osservata in Burundi, nella  Repubblica Democratica del Congo, in Tanzania, e nello Zambia.
Il suo habitat naturale sono i fiumi. Non è considerata specie a rischio secondo lo IUCN.